# Грановський Олександр Володимирович
Олекса́ндр Володи́мирович Грано́вський (нар. 24 грудня 1950, Бобринець) — український лікар, прозаїк.

## Біографія
Народився 24 грудня 1950 р. в м. Бобринець Кіровоградської області.
Закінчив Сімферопольський медичний інститут та Літературний інститут ім. О. М. Горького. Працює лікарем-дерматологом медичного центру «Аюрведа-Крым».
Пише російською мовою.
Автор книжок прози «Обстоятельства», «Двойник полуночника», «Анжелюс» та ін.